# Glenn Griswold
Glenn Hasenfratz Griswold (* 20. Januar 1890 in New Haven, Franklin County, Missouri; † 5. Dezember 1940 in Peru, Indiana) war ein US-amerikanischer Politiker. Zwischen 1931 und 1939 vertrat er den Bundesstaat Indiana im US-Repräsentantenhaus.

## Werdegang
Glenn Griswold besuchte die öffentlichen Schulen seiner Heimat. Im Jahr 1911 zog er nach Peru in Indiana. Nach einem anschließenden Jurastudium an der Valparaiso Law School und seiner im Jahr 1917 erfolgten Zulassung als Rechtsanwalt begann er in Peru in diesem Beruf zu arbeiten. Während des Ersten Weltkrieges diente er in der US Army. Zwischen 1921 und 1925 war er juristischer Vertreter der Stadt Peru; in den Jahren 1925 und 1926 fungierte er als Bezirksstaatsanwalt im Miami County. Im Jahr 1930 wurde er Mitglied im Eisenbahnausschuss des Staates Indiana.
Politisch war Griswold Mitglied der Demokratischen Partei. Bei den Kongresswahlen des Jahres 1930 wurde er im elften Wahlbezirk von Indiana in das US-Repräsentantenhaus in Washington, D.C. gewählt, wo er am 4. März 1931 die Nachfolge von Albert R. Hall antrat. Nach drei Wiederwahlen konnte er bis zum 3. Januar 1939 vier Legislaturperioden im Kongress absolvieren. Seit 1933 vertrat er dort als Nachfolger von Courtland C. Gillen den fünften Distrikt seines Staates. Zwischen 1933 und 1939 wurden im Kongress die meisten der New-Deal-Gesetze der Bundesregierung verabschiedet.
Im Jahr 1938 unterlag Glenn Griswold dem Republikaner Forest Harness. Nach seinem Ausscheiden aus dem US-Repräsentantenhaus praktizierte er wieder als Anwalt in Peru. Dort ist er am 5. Dezember 1940 auch verstorben.